# Georg Carl Bohlmann
Georg Carl Bohlmann, född 8 april 1838 i Köpenhamn, död 15 februari 1920, var en dansk musiker. 
År 1851 kom Bohlmann till Bremen, varifrån hans familj härstammade, och under den tid som han tillbringade där, till 1859, utbildades han i musik med kapellmästare Carl Heinemann som lärare. Efter att ha bosatt sig i Danmark var han på olika sätt verksam inom musiken. Han var 1870–1876 organist i Svendborg, blev senare musikdirektör på Klampenborg, Odense Teater, Marienlyst och på Dagmarteatret. Från 1892 var han organist vid Köpenhamns begravningsväsende. År 1865 reste han på det Anckerska legatet.
Bohlmann var mycket eftersökt som musiklärare och rådgivare, även av fackmusiker. Han utgav talrika arrangemang (nära 100) för orkester eller olika instrument. Han komponerade bland annat två symfonier, ouvertyrer, solostycken för violin och musikpedagogiska arbeten. Särskilt bemärkt blev hans ouvertyr Vikingefærd (uppfört i bland annat Musikforeningen i Köpenhamn, i Leipzig och i Köln).